# Азери
Азери или Азербејџанци, такође познати и као Азербејџански Турци, народ је туркијског порекла, који претежно живи у северозападном Ирану, где чини око 16% становништва, а у овој држави представља други народ по бројности после Персијанаца (61%), као и у Азербејџану (њиховој матичној држави), где чини око 91% становништва. У мањем броју их има и у Турској, Грузији и Русији (Дагестан). У Ирану постоје провинције Западни Азербејџан и Источни Азербејџан, али оне обухватају само део територија Ирана које настањују Азери. Азери су исламске вероисповести (шиити), а говоре азерским језиком, који припада туркијској групи алтајске породице језика. Азера укупно има око 25.000.000, од тога у Ирану 12 до 15,5 милиона, а у Азербејџану око 8,15 милиона.

## Етимологија
Верује се да је Азербејџан добио име по Атропату, персијском сатрапу (гувернеру) који је владао у Атропатени (данашњи Ирански Азербејџан) око 321. п. н. е. Име Атропатес је хеленистички облик староперсијског Атурпат што значи 'чувар ватре' само по себи сложено од ātūr 'ватра' (касније преправљљено у ādur (آذر) на новоперсијском, а данас се користи āzar) + -pat суфикс за -чувар, -господар, (-pat у раном средњеперсијском, -bod (بُد) на новоперсијском).
Данашњи облик Азербејџан је арабизирани облик Āzarpāyegān (персијски: آذرپایگان) што значи чувар ватре који је касније прерастао у Азербејџан (Persian: آذربایجان) због фонемског померања /п/ у /б/ и /г/ у /џ/ што је резултат средњовековних арапских утицаја који су уследили након арапског освајања Персије, а последица је недостатка фонема /п/ и /г/ у арапском језику. Сама реч Azarpāyegān је потекла од староперсијског Āturpātakān (персијски: آتورپاتکان) што значи 'земља повезана са (сатрап) Атропатом' или 'земља чувара ватре' (-an, овде искривљено у -kān, је суфикс за асоцијацију или формирање прилога и множине; на пример: Гилан 'земља повезана са људима Гил').

## Етноним
Савремени етноним Азербејџанци или Азери односи се на туркијски народ северозападног иранског историјског региона Азербејџан (такође познат као Ирански Азербејџан) и Републике Азербејџан. Историјски су себе називали или су их други називали муслиманима, Турцима или Аџемима (што на турском значи Иранци), користећи тај термин погрешно да означи њихов верски, а не етнички идентитет. – односно да је верска идентификација преовладала над етничком идентификацијом. Када је Јужни Кавказ постао део Руске Империје у деветнаестом веку, руске власти, које су традиционално све туркијске народе називале Татарима, и дефинисале су Татаре који живе у региону Закавказја као кавкаске Татаре или ређе Адербејџанске Татаре или чак персијским Татарима како би се разликовали од других туркијских група и оних који говоре персијски у Ирану. Руски Брокхаус и Ефрон енциклопедијски речник, написан 1890-их, такође је помињао Татаре у Азербејџану као Адербејџане, али се напомиње да тај термин није широко прихваћен. Овај етноним користио је и Жозеф Деникер (1900):
[Чисто лингвистичко] груписање се [не] поклапа са соматолошким груписањем: тако Адербејанци са Кавказа и Персије, који говоре туркијским језиком, имају исти физички тип као и Хађеми-Персијанци, који говоре ирански језик.
У публикацијама на азербејџанском језику, израз Азербејџанска нација који се односи на оне који су били познати као Татари са Кавказа први пут се појавио у новинама Кашкул 1880.
Током раног совјетског периода, термин Закавкаски Татари је замењен термином Азербејџански Турци а потом са Азербејџанци. Касније, термин Азербејџанци се почео примењивати на све муслимане који говоре туркијским језиком у Закавказју, од Турака Месхетијана у југозападној Грузији, до Терекема у јужном Дагестану, као и на асимилиране Тате и Талише. Привремено означавање Турака Месхетијана као Азербејџанаца највероватније је било повезано са постојећим административним оквиром Закавкаске СФСР, пошто је Азербејџанска ССР била један од њених оснивача. Након успостављања Азербејџанске ССР, по налогу совјетског вође Стаљина, име формалног језика Азербејџанске ССР је такође промењено из туркијског у азербејџански.
По речима Артура Цуцијева (Јејл Универзити Прес, 2014):
 Током 1770-их, турске племенске групе од Картлије до Дербента идентификовао је, нарочито, Гил'денштет (Путешествије по Кавказу) користећи општу категорију Терекемски Татари (за разлику од Кумичких Татара). Након појаве термина Закавказје 1830-их, категорија Закавкаски Татари је постепено ушла у употребу, углавном за говорнике турско-азербејџанских језика који су насељавали руске провинције изван Кавказа. До 1860-их година квалификација језика Закавкаских Татара као турско-азербејџанског језика, различитог од кумичког, ногајског или кримскотатарског, очигледно је коришћена као основа за етничку категоризацију. До краја деветнаестог века Закавкаски Татари (понекад називани Азербејџанским Татарима као ознака за говорнике татарских језика, тј. азербејџанско-туркијског) још увек су се разликовали од Турака (као ознака говорника турског или османско-турског). Током периода независности Азербејџана (1918–1920), прва категорија је еволуирала у једноставно Турке, коју је прихватила рана совјетска етничка номенклатура (која је у том процесу подвргла Турке Османлије који су остали унутар совјетских граница). Касније, 1921–1930, ова категорија је мало пречишћена у Азербејџански Турци (која је такође обухватала мешкетинско турско-језичко становништво у Грузији) да би одговарала политичкој стварности. Коначно, 1939. године, она је једноставно трансформисана у азербејџански, резултат који наглашава не толико језичку разлику између анадолских (османлијских) Турака и Азерских Турака, колико погоршање совјетско-турских односа.

## Историја
Древни становници овог подручја говорили су староазерским из иранске гране индоевропских језика. У 11. веку нове ере са Селџукидским освајањима, туркијски Огузи почела су да се крећу преко Иранске висоравни ка Кавказу и Анадолији. Прилив Огуза и других туркијских племена додатно је наглашен инвазијом Монгола. Овде су се племена Огуза поделила у различите мање групе, од којих су се нека – углавном сунитска – преселила у Анадолију (нпр. каснији Османски Турци) и насталила се, док су друга остала у региону Кавказа и касније – због утицаја Сафавије – прешла у шиизам. Ова друга племена су дуго задржала назив Туркмени или Туркомани: од 13. века па надаље постепено су потурчили становништво које је говорило ирански у Азербејџану (историјски Азербејџан, познат и као Ирански Азербејџан) и Ширвану (Азербејџанска Република), стварајући тако нови идентитет заснован на шиитском и употреби огузског турског. Данас је ово становништво које говори турски језик познато као Азери.

### Антички период
Верује се да су албанска племена која су говорила кавкаски албански језик најранији становници региона северно од реке Аракс, где се налази данашња Република Азербејџан. Рана иранска насеља укључивала су Ските (Краљевина Ишкуза) у деветом веку пре нове ере. После Скита, Медијци су завладали подручјем јужно од реке Аракс. Древни ирански народ Медијци створили су огромно царство између 900. и 700. п. н. е., које су Ахмениди интегрисали у своје царство око 550. године пре нове ере. Током овог периода, зороастризам се ширио на Кавказу и у Атропатени.
Александар Велики је поразио Ахмениде 330. п. н. е., али је дозволио медијском сатрапу Атропату да остане на власти. Након пропадања Селеукидског царства у Персији 247. п. н. е., Јерменско краљевство је имало контролу над деловима Кавкаске Албаније.
Кавкаски Албанци су основали краљевство у првом веку пре нове ере и углавном су остали независни све док их Сасанидско царство није учинило својом вазалном државом 252. године п. н. е.
Владар Кавкаске Албаније, краљ Урнајр, отишао је у Јерменију, а затим је званично прихватио хришћанство као државну религију у 4. веку нове ере, а Албанија је остала хришћанска држава до 8. века. Сасанидска контрола окончана је њиховим поразом од Абасидског калифата 642. године наше ере, након муслиманског освајања Персије.

### Средњовековни период
Муслимански Арапи су победили Сасаниде и Византију током освајања региона Кавказа. Арапи су од Кавкаске Албаније направили вазалну државу након што се хришћански отпор, предвођен принцом Џаванширом, предао 667. године.‍:71 Између деветог и десетог века, арапски аутори су регион између река Куре и Аракса почели да називају Араном.‍:20 За то време Арапи из Басре и Куфе су дошли у Азербејџан и заузели земље које су домородачки народи напустили. Арапи су постали земљопоседничка елита. Прелазак на ислам био је спор јер је локални отпор трајао вековима, а огорченост је расла како су мале групе Арапа почеле да мигрирају у градове као што су Табриз и Марага. Овај прилив је изазвао велику побуну у Иранском Азербејџану од 816. до 837. године, коју је предводио персијски зороастријски обичан човек по имену Бабак Хорамдин. Међутим, упркос џеповима континуираног отпора, већина становника Азербејџана је прешла на ислам. Касније, у 10. и 11. веку, деловима Азербејџана је владала курдска династија Шададида и арапских Равадида.
Средином једанаестог века, династија Селџука је збацила арапску власт и успоставила царство које је обухватало већи део југозападне Азије. Током периода Селџука дошло је до прилива номада Огуза у регион. Доминација туркијског језика у настајању забележена је у епским песмама или дастанима, од којих је најстарија Књига Деде Коркут, која преноси алегоријске приче о раним Турцима на Кавказу и у Малој Азији.‍:45 Турску власт прекинули су Монголи 1227. године, али се она вратила са Тимуридима и сунитским Кара Којунлу (Туркмени Црног Овна) и Ак Којунлу (Туркмени Белог Овна), који су доминирали Азербејџаном, великим деловима Ирана, источном малом Анадолијом и другим делове западне Азије, све док шиитски Сафавиди нису преузели власт 1501. године.‍:113‍:285

### Рани модерни период
Сафавиди, који су се уздигли из околине Ардабила у Иранском Азербејџану и владали до 1722. године, поставили су темеље модерне иранске државе. Сафавиди су, заједно са својим османским ривалима, вековима доминирали читавом западноазијском регијом и шире. На свом врхунцу под шахом Абасом I, по војној снази су парирали свом политичком и идеолошком ривалу Османском царству. Позната по достигнућима у изградњи државе, архитектури и науци, држава Сафавида се распала због унутрашњег пропадања (углавном краљевских интрига), устанака етничких мањина и спољних притисака Руса, и на крају опортунистичких Авганистанаца, који су означили крај династије. Сафавиди су подстицали и ширили шиитски ислам, као и уметност и културу, а шах Абас I Велики је створио интелектуалну атмосферу која је према неким историчарима била ново златно доба. Реформисао је владу и војску и одговорио на потребе обичног народа.
Након распада Сафавидске државе, уследило је освајање од стране Надер Шаха Афшара, шиитског поглавара из Хорасана који је смањио моћ гулат шиита и оснажио умерени облик шиизма,‍:300 и, познат по својој војној генијалности, учинио је да Иран достигне свој највећи обим од Сасанидског царства. Следила је кратка владавина Карим-хана, а затим и Каџара, који су владали данашњом Азербејџанском Републиком и Ираном од 1779. године.‍:106 Русија се у овом периоду назирала као претња персијским и турским поседима на Кавказу. Руско-персијски ратови, упркос томе што су већ имали мање војне сукобе у 17. веку, званично су почели у осамнаестом веку, а завршили су се почетком деветнаестог века мировним споразумом у Ђулистану 1813. године и Туркмејчаским мировним уговором 1828. године, који је уступио Кавкаски део Каџарског Ирана Руској Империји.‍:17 Док су се Азербејџанци у Ирану интегрисали у иранско друштво, Азербејџанци који су некада живели у Арану били су укључени у Руску Империју.
Упркос руском освајању, током читавог 19. века, заокупљеност иранском културом, књижевношћу и језиком остала је широко распрострањена међу шиитским и сунитским интелектуалцима у градовима Бакуу, Ганџи и Тифлису (Тбилиси, данашња Грузија) под руском контролом. У истом веку, на источном Кавказу, који је држала Русија након Ирана, крајем 19. века појавио се азербејџански национални идентитет.

### Модерни период у Републици Азербејџан
Након распада Руске Империје током Првог светског рата, проглашена је краткотрајна Закавкаска Демократска Федеративна Република која је била сачињена од данашњих република Азербејџана, Грузије и Јерменије. Након тога су уследили мартовски масакри који су се одиграли између 30. марта и 2. априла 1918. у граду Бакуу и суседним областима руске губерније Баку. Када се република распала у мају 1918, водећа партија Мусават је усвојила назив Азербејџан за новоосновану Азербејџанску Демократску Републику, која је проглашена 27. маја 1918., for political reasons, иако је назив Азербејџан одувек коришћен за суседни регион савременог северозападног Ирана. АДР је била прва модерна парламентарна република у туркијском и исламском свету. Међу важним достигнућима парламента било је давање права гласа женама, чиме је Азербејџан постао прва муслиманска нација која је женама дала једнака политичка права као и мушкарцима. Још једно важно достигнуће АДР-а било је оснивање Државног универзитета у Бакуу, који је био први универзитет модерног типа основан на муслиманском истоку.
До марта 1920. било је очигледно да ће Совјетска Русија напасти преко потребни Баку. Владимир Лењин је рекао да је инвазија била оправдана јер Совјетска Русија није могла да преживи без нафте из Бакуа. Независни Азербејџан је трајао само 23 месеца све док га бољшевичка 11. совјетска армија није напала, успостављајући Азербејџанску ССР 28. априла 1920. Иако је највећи део новоформиране азербејџанске војске био ангажован на гушењу јерменске побуне која је избила у Карабаху, Азери нису брзо или лако предали своју кратку независност од 1918-1920. Чак 20.000 азерских војника је погинуло одупирући се ономе што је заправо представљало руско поновно освајање.
Кратку независност коју је краткотрајна Азербејџанска Демократска Република стекла 1918–1920. пратило је више од 70 година совјетске власти. Ипак, азерски национални идентитет је коначно искован у раном совјетском периоду. Након обнове независности у октобру 1991. године, Република Азербејџан се уплела у рат са суседном Јерменијом око региона Нагорно-Карабаха.
Први рат за Нагорно-Карабах довео је до расељења приближно 725.000 Азера и 300.000–500.000 Јермена из Азербејџана и Јерменије. Као резултат Другог рата за Нагорно-Карабах, 2020. године, Азербејџан је вратио 5 градова, 4 насеља, 286 села у том региону. Према споразуму о прекиду ватре у Нагорно-Карабаху 2020., интерно расељена лица и избеглице вратиће се на територију Нагорно-Карабаха и суседна подручја под надзором Високог комесаријата Уједињених нација за избеглице.

### Модерни период у Ирану
У Ирану су Азери попут Сатара Кана тражили уставну реформу. Персијска уставна револуција 1906–1911 потресла је династију Каџар. Залагањем уставотвораца основан је парламент (меџлис), а појавиле су се и продемократске новине. Последњи шах из династије Каџар убрзо је смењен у војном удару који је предводио Реза Шах Пахлави. У настојању да наметне националну хомогеност земљи у којој су половина становништва биле етничке мањине, Реза Шах је брзо забранио употребу азербејџанског језика у школама, позоришним представама, верским церемонијама и књигама.
Након свргавања Реза Шаха у септембру 1941. године, совјетске снаге су преузеле контролу над Иранским Азербејџаном и помогле у успостављању Азербејџанске народне владе, марионетске државе под вођством Сејида Џафара Пишеварија коју је подржавао Азербејџански ССР. Совјетско војно присуство у иранском Азербејџану било је углавном усмерено на обезбеђивање савезничког пута снабдевања током Другог светског рата. Забринути због наставка совјетског присуства после Другог светског рата, Сједињене Државе и Британија су извршиле притисак на Совјете да се повуку до краја 1946. Одмах након тога, иранска влада је повратила контролу над Иранским Азербејџаном.
Према професору Герију Р. Хесу:
 11. децембра, иранске снаге су ушле у Табриз и влада Пишаварија је брзо пала. Заиста, Иранци су одушевљено дочекани од стране народа Азербејџана, који је више волео доминацију Техерана него Москве. Совјетска спремност да се одрекне свог утицаја у (иранском) Азербејџану вероватно је била резултат неколико фактора, укључујући схватање да је осећање аутономије било преувеличано и да су уступци због нафте остали пожељнији дугорочни совјетски циљ.

## Порекло Азера
У многим референцама Азери су означени као туркијски народ, због њиховог туркијског језика. Порекло Азера је описано као нејасно, углавном белци, углавном ирански, мешани кавкаски албански и турски, и помешани са кавкаским, иранским и туркијским елементима. Руски историчар и оријенталиста Владимир Минорски пише да већина иранског и кавкаског становништва говори туркијским језицима:
 Почетком 11. века хорде Гуза, најпре у мањим групама, а затим у знатном броју, под Селџукидима су заузеле Азербејџан. Као последица тога, иранско становништво Азербејџана и суседних делова Закавказја постало је туркофоно, док карактеристичне карактеристике азербејџанског турског, као што су персијске интонације и занемаривање вокалне хармоније, одражавају нетурско порекло туркизираног становништва.
Верује се да Азери из Ирана потичу из различитих група, укључујући Манејце, древни народ који је живео на територији данашњег северозападног Ирана јужно од језера Урмија око 10. до 7. века пре нове ере, и говорио дијалектом хуријског (несемитском и неиндоевропском језику сродном урартском), и Медијце, древну иранску етничку групу која је, под влашћу краља Кијаксара, успоставила Међанско царство и доминирала регионом. Верује се да је Међанско царство покорило и асимиловало Манејце до 6. века пре нове ере. Историјска истраживања сугеришу да је староазербејџански језик, који је припадао северозападној грани иранских језика и за који се верује да потиче од језика Међана, постепено добијао на популарности и да је био широко распрострањен у наведеном региону током много векова.
Верује се да неки Азери из Републике Азербејџан воде порекло од становника Кавкаске Албаније, древне земље која се налазила у региону источног Кавказа, и разних иранских народа који су населили регион. Они тврде да постоје докази да је, услед поновљених инвазија и миграција, староседеоско становништво Кавказа могло постепено бити културно и језички асимилирано, прво од стране иранских народа, као што су Персијанци, а касније од Турака Огуза. Откривене су значајне информације о кавкаским Албанцима, укључујући њихов језик, историју, рано покрштавање и односе са Јерменима и Грузинима, под чијим снажним верским и културним утицајем су Кавкаски Албанци били вековима.

### Туркификација
Туркификација нетурског становништва потиче од турских насеља у области данас познатој као Азербејџан, која је почела и убрзана током Селџучког периода. Миграција Турака Огуза из данашњег Туркменистана, о чему сведочи језичка сличност, билала је велика током монголског периода, јер су многе трупе под Илканатом were биле туркијске. До Сафавидског периода, турска природа Азербејџана се повећала под утицајем Кизилбаша, удружења туркоманских номадских племена која су била окосница Сафавидског царства.
Према совјетским историчарима, туркификација Азербејџана је у великој мери завршена током Илканидског периода. Фарук Сумер поставља три периода у којима се одвијала туркификација: селџучки, монголски и постмонголски (Кара Којунлу, Ак Којунлу и Сафавиди). У прва два, турска племена Огуза су напредовала или су била протерана у Анадолију и Аран. У последњем периоду, турским елементима у Ирану (Огузи, са мањим примесама Ујгура, Кипчака, Карлука, као и потурчених Монгола) сада су се придружили анадолски Турци који су мигрирали назад у Иран. Ово је означило завршну фазу туркификације.

### Иранско порекло
Иранско порекло Азера вероватно потиче од древних иранских племена, као што су Медијци у Иранском Азербејџану, и скитских освајача који су стигли током осмог века пре нове ере. Сматра се да су се Медијци помешали са Манајцима. Древни писани извештаји, као што је онај који је написао арапски историчар Ал-Масуди, сведоче о иранском присуству у региону:
| „ | Персијанци Персијанци су народ чије су границе планине Махат и Азербејџан до Јерменије и Арана, и Бејлагана и Дербента, и Раја и Табаристана и Маската и Шабарана и Горгана и Абаршара, а ту су Нишапур, и Херат и Мерв и друга места у земљи Хорасан, и Систан и Керман и Фарс и Ахваз... Све ове земље су некада биле једно краљевство са једним сувереном и једним језиком...иако се језик незнатно разликовао. Језик је, међутим, један, по томе што се његова слова пишу на исти начин и на исти начин употребљавају у саставу. Постоје, дакле, различити језици као што су пахлави, дари, азари, као и други персијски језици. | ” |

Археолошки докази указују да је иранска религија зороастризма била доминантна на целом Кавказу пре хришћанства и ислама. Такође се претпоставља да је становништво Иранског Азербејџана претежно говорило персијским језиком пре него што су Огузи стигли. Ову тврдњу подржавају многе личности из персијске књижевности које долазе из региона сада насељених етничким Азеримаа и који су писали на персијском пре и током миграције Огуза, као што су Катран Табризи, Шамс Табризи, Незами Ганџави, и Хагани. Iову тврдњу подржавају и Страбон, и Ал-Истахри и Ал-Масуди, који сви описују језик региона као персијски. Ту тврдњу помињу и други средњовековни историчари, као што је Ал-Мукадаси.
Енциклопедија Ираника каже:
| „ | Азерски говорници туркијског језика углавном воде порекло од ранијих говорника иранског, од којих неколико џепова још увек постоји у региону. Масовна миграција Турака Огуза у 11. и 12. веку постепено је потурчила Азербејџан као и Анадолију. Азерски Турци су шиити и били су оснивачи династије Сафавида. Они су насељени, иако у Моган степи има сточара који се зову Илсеван (раније Шахсеван) који броје можда 100.000; они су, као и друга племена у Ирану, били приморани да усвоје миран живот под Реза Шахом. Други говорници туркијског језика — туркмени, каџари, афшари, итд. — раштркани су у разним регионима западног Ирана. Број говорника туркијског језика у Ирану данас се процењује на око 16 милиона. Већина Азера себе назива и назива Турцима, али такође инсистира на свом иранском идентитету, подржаном не само верском везом – будући да су углавном шиити за разлику од Турака сунита у Анадолији – већ и културним, историјским и економским факторима. | ” |

### Кавкаско порекло
Према Енциклопедији Британики:
Азери (народи Републике Азербејџан) су мешовитог етничког порекла, најстарији елемент који потиче од домородачког становништва источног Закавказја и вероватно од Медијаца из северне Персије.
 Постоје докази да су, услед поновљених инвазија и миграција, староседеоци Кавказа можда били културно асимиловани, прво од стране древних иранских народа а касније од Огуза. Сазнане су знатне информације о Кавкаским Албанцима, укључујући њихов језик, историју, рано покрштавање. Удински језик, који се још увек говори у Азербејџану, можда је остатак албанског језика.

### Генетика
Савремени западноазијски геноми, регион који укључује и Азербејџан, били су под великим утицајем раних пољопривредних популација у овој области; каснија кретања становништва, попут оних који говоре турски. Међутим, од 2017. не постоји студија секвенцирања читавог генома за Азербејџан; ограничења узорковања као што су ова спречавају формирање финије слике генетске историје региона.
Студија из 2002. која је анализирала 11 маркера Y-хромозома сугерише да су Азери генетски ближи повезани са својим географским суседима на Кавказу него са својим лингвистичким суседима негде другде. Ирански Азербејџанци су генетски сличнији северним Азербејџанцима и суседној турској популацији него географски удаљеним туркменским популацијама. Међутим, такође је значајно да су докази о генетској мешавини који потичу од централноазијских (посебно Хаплогрупе Х12), посебно Туркмена, већи за Азербејџанце него код њихових грузијских и јерменских суседа. Популације иранског говорног подручја из Азербејџана (Талиши и Тати) су генетски ближе Азербејџанцима у Републици него осталим популацијама које говоре ирански (Персијанци и Курди из Ирана, Осети и Таџици). Неколико генетских студија сугерисало је да Азербејџанци потичу од домородачке популације која је дуго настањивала ту област и која је усвојила туркијски језик кроз замену језика, укључујући могућност сценарија доминације елите. Међутим, замена језика у Азербејџану (и у Турској) можда није била у складу са моделом доминације елите, са процењеним доприносом Централне Азије Азербејџану од 18% за жене и 32% за мушкарце. Накнадна студија је такође сугерисала 33% централноазијског доприноса Азербејџану.
Студија из 2001. која се бавила првим хиперваријабилним сегментом МтДНА сугерисала је да
генетски односи међу популацијама Кавказа одражавају географске, а не лингвистичке односе, при чему су Јермени и Азери најближе повезани са својим најближим географским суседима. Друга студија из 2004. која је проучавала 910 МтДНА из 23 популације на иранској висоравни, долини Инда и Централној Азији сугерише да популације западно од слива Инда, укључујући оне из Ирана, Анадолије [Турске] и Кавказа, показују заједнички МтДНК састав лозе, који се састоји углавном од западних евроазијских лоза, са веома ограниченим доприносом из јужне Азије и источне Евроазије. Док генетска анализа МтДНК указује на то да су белци генетски ближи Европљанима него становницима Блиског истока, резултати Y-хромозома указују на ближи афинитет према блискоисточним групама.
Иранци имају релативно разнолик распон хаплотипова Y-хромозома. Популација из централног Ирана (Исфахан) показује ближу сличност у смислу дистрибуције хаплогрупа са Кавказима и Азербејџанцима него са популацијама из јужног или северног Ирана. Распон хаплогрупа широм региона може одражавати историјску генетску мешавину, можда као резултат инвазивних миграција мушкараца.
У компаративној студији (2013) о потпуној разноликости митохондријалне ДНК код Иранаца показало се да су ирански Азери више повезани са народом Грузије, него са другим Иранцима, као и са Јерменима. Међутим, иста мултидимензионална дијаграма показује да Азери са Кавказа, упркос њиховом наводном заједничком пореклу са иранским Азерима, заузимају међупозицију између групе Азера/Грузија и Турака/Иранаца.
Студија из 2007. која је проучавала антиген хуманих леукоцита класе два сугерише да није уочена блиска генетска веза између Азера из Ирана и туркијских народа из Централне Азије. Студија из 2017. која је проучавала ХЛА алеле сврстала је Азербејџанце из северозападног Ирана у медитерански кластер близу Курда, Горгана, Чуваша (Јужна Русија, према Северном Кавказу), Иранаца и становништва Кавказа (Свана и Грузина). Овај медитерански фонд укључује турско и кавкаско становништво. Азербејџански узорци су такође били на позицији између медитеранских и централноазијских" узорака, што сугерише да је процес туркификације изазван од стране турских племена Огуза такође могао да допринесе генетској позадини Азербејџана."

## Демографија и друштво
Огромна већина Азера живи у Републици Азербејџан и Иранском Азербејџану. У Ирану живи између 8 и 18,5 милиона Азера, углавном у северозападним провинцијама. Приближно 9,1 милион Азера налази се у Републици Азербејџан. Дијаспора од преко милион је распрострањена по остатку света. Према Етнологији, има преко милион говорника северног азерског дијалекта у јужном Дагестану, Естонији, Грузији, Казахстану, Киргистану, Туркменистану и Узбекистану. Ниједан Азер није забележен на попису становништва из 2001. у Јерменији, где је сукоб у Нагорно-Карабаху довео до промене становништва. Други извори, као што су национални пописи становништва, потврђују присуство Азера у другим државама бившег Совјетског Савеза.

### У Републици Азербејџан
Азери су далеко највећа етничка група у Републици Азербејџан (преко 90%), држећи другу највећу заједницу етничких Азера после суседног Ирана. Стопа писмености је веома висока и процењује се на 99,5%. Азербејџан је започео двадесети век са институцијама заснованим на институцијама Русије и Совјетског Савеза, са званичном политиком атеизма и строгом државном контролом над већином аспеката друштва. Од независности постоји секуларни систем.
Азербејџан је имао користи од нафтне индустрије, али високи нивои корупције су спречили већи просперитет становништва. Упркос овим проблемима, у Азербејџану долази до финансијског препорода јер се позитивна економска предвиђања и активна политичка опозиција чине одлучним да побољшају животе просечних Азербејџанаца.

### У Ирану
Док се процене становништва у Азербејџану сматрају поузданим због редовних пописа становништва, бројке из Ирана остају упитне. Од почетка двадесетог века, узастопне иранске владе избегавале су објављивање статистичких података о етничким групама. Незваничне процене азербејџанског становништва у Ирану су око 16% које су изнели ЦИА и Конгресна библиотека. Независна анкета из 2009. проценила је цифру на око 20–22%. Према иранологу Викторији Аракеловој у рецензираном часопису Иран и Кавказ, процена броја Азеа у Ирану била је отежана годинама од распада Совјетског Савеза, када је некада измишљена теорија такозване одвојене нације (тј. грађана Републике Азербејџан, такозваних Азербејџанаца и Азарија у Ирану), поново је актуелизована. Аракелова додаје да се број Азербејџанаца у Ирану, који се у политички пристрасним публикацијама представља као азерска мањина Ирана, сматра веома спекулативним делом ове теорије. Иако сви ирански пописи становништва разликују искључиво верске мањине, бројни извори износе различите бројке у вези са иранским заједницама које говоре туркијски, без икаквог оправдања или конкретних референци.
Почетком 1990-их, одмах након распада Совјетског Савеза, најпопуларнија цифра која је приказивала број Азербејџанаца у Ирану износила је тридесет три милиона, у време када је целокупно становништво Ирана бројило једва шездесет милиона. Због тога се у то време половина грађана Ирана сматрала Азерима. Убрзо након тога, ова цифра је замењена са тридесет милиона, што је постало готово нормативни приказ демографске ситуације у Ирану, који је широко кружио не само међу академицима и политичким аналитичарима, већ иу званичним круговима Русије и Запада. Затим, 2000-их, цифра се смањила на 20 милиона; овога пута, барем унутар руског политичког естаблишмента, цифра је постала чврсто фиксирана. Ова цифра, додаје Аракелова, је широко коришћена и ажурирана, само уз неколико мањих корекција. Површни поглед на демографску ситуацију Ирана, међутим, показује да су све ове бројке изманипулисане и да су дефинитивно измишљене у политичке сврхе. Аракелова процењује број Азера, односно Азербејџанаца у Ирану на основу демографских података Ирана на 6 до 6,5 милиона, односно нешто мање од 5% укупне популације Ирана.
Азери у Ирану се углавном налазе у северозападним покрајинама: Западни Азербејџан, Источни Азербејџан, Ардабил, Занџан, деловима покрајина Хамадан, Газвин и Маркази. Азерске мањине живе у окрузима Горвех и Биџар окрузима покрајина Курдистан и Гилан, као етничка енклава у Галуги у Мазандарану, око Лотфабада и Даргаза у Разави Хорасану, и у граду Гонбад-е Габус у Голестану. Велика азерска популација се такође може наћи у централном Ирану (Техеран # Алборз) због унутрашње миграције. Азери чине 25% становништва Техерана и 30,3%  – 33% становништва покрајине Техеран, где се Азери налазе у сваком граду. Они су највеће етничке групе после Персијанаца у Техерану и Техеранској провинцији. Аракелова напомиње да се распрострањени клише међу становницима Техерана о броју Азера у граду (половину Техерана чине Азери), не може озбиљно узети у обзир. Аракелова додаје да број становника Техерана који су мигрирали из северозападних области Ирана, а који тренутно говоре персијски већим делом, није већи од неколико стотина хиљада, а максимум је милион. Азери су такође емигрирали и населили се у великом броју у Хорасану, посебно у Машхаду.
Генерално, Азери у Ирану су сматрани добро интегрисаном језичком мањином од стране академика пре Иранске револуције. Упркос трвењима, Азери у Ирану су постали добро заступљени на свим нивоима политичке, војне и интелектуалне хијерархије, као и верске хијерархије.
Огорчење је дошло због политике Пахлавија која је потискивала употребу азерског језика у локалној управи, школама и штампи. Међутим, са избијањем Иранске револуције 1979. године, нагласак се померио са национализма пошто је нова влада истакла религију као главни фактор уједињења. Исламске теократске институције доминирају готово свим аспектима друштва. Азерски језик и њихова књижевност забрањени су у иранским школама. Постоје одређена грађанска негодовања због политике иранске владе у Иранском Азербејџану где је повећана интеракција са колегама Азерима из Азербејџана и где је сателитско емитовање из Турске и других туркијских земаља оживело азербејџански национализам. У мају 2006. у Иранском Азербејџану су избили нереди због објављивања карикатуре која приказује бубашваба који говори азерски што су многи Азери сматрали увредљивим. Карикатуру је нацртао Мана Нејестани, Азер, који је отпуштен заједно са својим уредником. Један од највећих инцидената који се недавно догодио били су протести Азера у Ирану који су избили у новембру 2015. године, након што је 6. новембра на државној телевизији емитован дечји телевизијски програм Фитилеха који је исмевао нагласак и језик Азера и укључивао увредљиве шале. Као резултат тога, стотине етничких Азера протестовале су због програма на државној телевизији који је садржао оно што су сматрали етничким увредом. Демонстрације су одржане у Табризу, Урмији, Ардабилу и Занџану, као и у Техерану и Караџу. Полиција у Ирану сукобила се са демонстрантима, испалила је сузавац како би растерала масу, а многи демонстранти су ухапшени. Један од демонстраната, Али Акбар Муртаза, наводно је преминуо од повреда у Урмији. Протести су одржани и испред иранских амбасада у Истанбулу и Бакуу. Шеф државног емитера Исламске Републике Иран (ИРИБ) Мохамед Сарафраз извинио се због емитовања програма чије је емитовање касније укинуто.
Азери су суштинска иранска заједница, а њихов стил живота веома личи на стил Персијанаца:
Животни стил урбаних Азера се не разликује од начина живота Персијанаца, а међу вишим слојевима у градовима са мешовитим становништвом постоје значајни мешовити бракови. Слично, чини се да се обичаји међу азерским сељацима не разликују значајно од обичаја персијских сељака.
Азери су чувено активни у трговини и на базарима широм Ирана могу се чути њихови гласни гласови. Старији азерски мушкарци носе традиционалну вунену капу, а њихова музика и плес постали су део главне културе. Азери су добро интегрисани, а многи Азери-Иранци су истакнути у персијској књижевности, политици и свештеничком свету.
Између Азербејџана и Ирана постоји значајна прекогранична трговина, а Азери из Азербејџана одлазе у Иран да купују робу која је јефтинија, али однос је до недавно био напет. Међутим, односи су се значајно побољшали откако је Роханијева администрација ступила на дужност.

### Подгрупе
Постоји неколико азерских етничких група, од којих свака има посебности у економији, култури и свакодневном животу. Неке азерске етничке групе настаниле су се у последњој четвртини 19. века.
Главне азерске етничке групе:
- Ајруми
- Афшари
- Бајати
- Карадагиши
- Кизилбаши
- Карапапахи
- Падари
- Терекеменци
- Шахсевани
- Каџари

### Жене
У Азербејџану су жене добиле право гласа 1917. године. Жене су постигле једнакост у западном стилу у великим градовима као што је Баку, иако су у руралним областима и даље владају реакционарнији ставови. Насиље над женама, укључујући силовање, ретко се пријављује, посебно у руралним областима, за разлику од других делова бившег Совјетског Савеза. У Азербејџану је хиџаб напуштен током совјетског периода. Жене су недовољно заступљене на изборним функцијама, али су постигле високе позиције у парламенту. Азерка је председница Врховног суда у Азербејџану, а две друге су судије Уставног суда. На изборима 2010. године, жене су чиниле 16% свих посланика (укупно двадесет места) у Народној скупштини Азербејџана. Побачај је доступан на захтев у Републици Азербејџан. Омбудсман за људска права од 2002. године је Елмира Сулејманова.
У Ирану, велики број покрета на локалном нивоу тражи родну равноправност од 1980-их. Протести против владиних забрана растурају се насиљем, као 12. јуна 2006. када су пребијени демонстранти на тргу Хафт Тир у Техерану. Бивши ирански лидери, као што је бивши председник реформатор Мохамед Хатами обећавали су женама већа права, али Савет старатеља Ирана се противи променама које тумаче као супротне исламској доктрини. На парламентарним изборима 2004. године, девет жена је изабрано у парламент (меџлис), од којих су осам биле конзервативке. Друштвена судбина азерских жена у великој мери одражава судбину других жена у Ирану.

## Култура
У многим аспектима, Азери су евроазијски и бикултурални. Азери из Републике Азербејџан апсорбовали су совјетске и источноевропске утицаје, док су ирански Азери задржали своју културу која је у великој мери идентична култури других иранских народа укључујући Персијанце и Курде. Модерна азерска култура укључује значајна достигнућа у књижевности, уметности, музици и филму.

### Језик и књижевност
Азери говоре азерски, туркијски језик који потиче од западног огузског турског језика који је успостављен у Азербејџану у 11. и 12. веку нове ере. Рани огузски је углавном био усмени језик, а касније састављени епови и херојске приче о Деде Коркуту вероватно потичу из усмене традиције. Први прихваћени огузски турски текст датира из 15. века. Прва писана, класична азерска књижевност настала је након монголске инвазије. Неки од најранијих азерских списа потичу од песника Насимија (умро 1417), а затим деценијама касније од Физулија (1483–1556). Исмаил I, шах Сафавидског Ирана писао је азерску поезију под псеудонимом Khatâ'i.
Модерна азерска књижевност је наставила са традиционалним нагласком на хуманизму, као што је изражено у делима Самада Вургуна, Шахријара и многих других.
Азери су углавном двојезични, често течно говоре или руски (у Азербејџану) или персијски (у Ирану) поред свог матерњег азерског. Од 1996. године, око 38% од око 8.000.000 становника Азербејџана течно је говорило руски. Независна телефонска анкета у Ирану из 2009. године објавила је да 20% испитаника може да разуме азерски, језик мањине који се највише говори у Ирану, а сви испитаници могу да разумеју персијски.

### Религија
Већина Азера су дванаестници шиитски муслимани. Верске мањине укључују сунитске муслимане (углавном шафије као и други муслимани на околном северном Кавказу), и бахаје. Незнатни број Азера у Републици Азербејџан нема верску припадност. Многи себе описују као муслимане шије. Међу муслиманским Азерима постоји мали број накшибендијских суфија. Азери хришћани броје око 5.000 људи у Републици Азербејџан и састоје се углавном од недавно преобраћених. Неки Азери из руралних региона задржали су предисламска анимистичка или зороастристичка веровања као што су светост одређених места и поштовање ватре, одређеног дрвећа и стена. У Азербејџану се поред исламских празника често славе и традиције других религија, укључујући Новруз и Божић.

### Уметност
Азери се изражавају на различите уметничке начине, укључујући плес, музику и филм. Азерски народни плесови су древни и слични плесовима њихових суседа на Кавказу и Ирану. Групни плес је уобичајен облик који се среће од југоисточне Европе до Каспијског језера. У групном плесу извођачи се окупљају у полукружној или кружној формацији: "Вођа ових плесова често изводи посебне фигуре, као и сигнализацију и промене у обрасцима покрета стопала, покретима или смеру у коме се група креће, често гестикулацијом руком, у којој се држи марама." Усамљене плесове изводе и мушкарци и жене и укључују суптилне покрете руку поред низа корака. Лезгинка, плес који деле све етничке групе пореклом са Кавказа или под утицајем Кавказа, такође је популаран међу Азерима.
Азерска музичка традиција може се пратити до певачких бардова званих Ашици. Модерни Ашици свирају саз (лаута) и певају дастане (историјске баладе). Остали музички инструменти су тар (друга врста лауте), балабан (дувачки инструмент), каманче (гусле), и дол (бубњеви). Азерска класична музика, звана мугам, често је емоционална певачка представа. Композитори Узеир Хаџибејли, Гара Гарајев и Фикрет Амиров створили су хибридни стил који комбинује западну класичну музику са мугамом. Други Азери, посебно Вагиф и Азиза Мустафа Задех, комбиновали су џез са мугамом.
Након револуције 1979. године у Ирану због клерикалне опозиције музици уопште, азерска музика је кренула другачијим током. Према иранском певачу Хосеину Ализадеу, "Историјски гледано у Ирану, музика се суочила са снажним противљењем верског естаблишмента, што га је приморало музичаре да иду у илегалу."
Азерски филм и телевизија се углавном емитују у Азербејџану са ограниченим емитовањем у Ирану. Неки Азери су били плодни филмски ствараоци, као што је Рустам Ибрагимбеков, који је написао сценарио за филм Варљиво сунце, добитник Велике награде на Канском филмском фестивалу и Оскара за најбољи филм на страном језику 1994. Многи Азери су се истакли у иранској кинематографији.

### Спорт
Спорт је историјски био важан део живота Азербејџана. Коњички спортови се помињу у Књизи Деде Коркута и од стране песника и писаца као што је Какани. Остали древни спортови укључују рвање, бацање копља и мачевање.
Совјетско наслеђе је у модерним временима подстакло неке Азере да постану успешни спортисти на олимпијском нивоу. Влада Азербејџана подржава атлетско наслеђе земље и подстиче учешће младих. Азерски спортисти су се посебно истакли у дизању тегова, гимнастици, стрељаштву, бацању копља, каратеу, боксу, и рвању.
Шах је веома популаран у Републици Азербејџан. Земља је дала многе запажене играче, као што су Тејмур Раџабов, Вугар Гашимов и Шакријар Мамеђаров, сва тројица високо рангираних на међународном нивоу. Популаран је и карате, где је Рафаел Агајев постигао посебан успех, поставши петоструки светски и једанаестоструки шампион Европе.

## Знаменити Азери
Музика
- Узеир Хаџибејли (1885—1948) - композитор
- Араш Лабаф (1987) - певач
- Елдар Гасимов (1989) - певач
- Нигар Џамал (1980) - певачица
- Ајсељ Тејмурзаде (1989) - певачица
- Азиза Мустафа Задех (1969) - композиторка, џез пијанисткиња

Књижевност
- Мирза Казар (1947) - писац
- Мехди Хусејн (1909-1965) - писац

Политика
- Хејдар Алијев (1923—2003) - председник 1993—2003.
- Илхам Алијев (1961) - председник од 2003.
- Артур Расизаде (1935) - председник владе од 1996.